# Ballotegraafwants
De ballotegraafwants (Tritomegas sexmaculatus) is een wants uit de familie graafwantsen (Cydnidae). De soort werd voor het eerst wetenschappelijk beschreven door Jules Pierre Rambur in 1839. De soort wordt ook wel ballotedoornwants genoemd.

## Uiterlijke kenmerken
De ballotegraafwants bereikt een totale lichaamslengte van 6 tot 8 millimeter. De bovenzijde van het gehele lichaam is glanzend zwart met afstekende witte vlekken. De ballotegraafwants lijkt sterk op de dovenetelgraafwants (Tritomegas bicolor). Maar er zijn verschillen: de witte rand aan de zijkant van het halsschild is strakker en langer. Het membraan is veel zwarter. De nimfen in de laatste fase onderscheiden zich door de veel donkerder kleuren op het voorste deel van het lichaam.

## Verspreiding en habitat
De ballotegraafwants komt voor in delen van Europa en Azië. De wants komt onder andere voor in België en Nederland.

## Leefwijze
De wantsen leven voornamelijk op stinkende ballote (Ballota nigra) en zelden op andere planten van de lipbloemenfamilie (Lamiaceae). De volwassen wants overwintert in de bodem. De eitjes worden ook in de bodem gelegd en door het vrouwtje bewaakt. De nimfen keren terug naar de waardplant, stinkende ballote.